# جوهانس إيفرسن
جوهانس إيفرسن (بالدنماركية: Johannes Iversen)‏ هو عالم بيئة وعالم نبات وجيولوجي دنماركي، ولد في 12 ديسمبر 1904 في Sønderborg ‏ في الدنمارك، وتوفي في 17 أكتوبر 1972.